# Ноогенез
Ноогенез (от др.-греч. νοῦς — разум и γένεσις — происхождение, рождение) — появление и эволюция разума.

## Происхождение и значение термина
Впервые термин упоминается в посмертно изданной в 1955 году книге
антрополога и философа Пьера Тейяра де Шардена в двух местах:

«В том критическом расположении духа, в котором мы отныне находимся, ясно одно. Выполнять порученную нам задачу — двигать вперёд ноогенез мы согласимся лишь при одном условии, чтобы требуемое от нас усилие имело шансы на успех и повело нас как можно дальше.»

«…впереди для поддержания и уравновешивания напора сознаний появился психический центр всеобщего течения, трансцендентный времени и пространству и, значит, в сущности экстрапланетарный. Ноогенез, необратимо поднимающийся к точке Омеге сквозь строго ограниченный цикл геогенеза…»
Так как не было дано какого-либо точно и однозначно именуемого понятия, появилось много трактовок, в которые вкладывались те или иные смыслы, содержащиеся во всей книге, в том числе «современный период эволюции жизни на Земле, означающий превращение биосферы в сферу разума — ноосферу», «эволюция, управляемая человеческим сознанием» и др.